# Chevêche à sourcils blancs
Athene superciliaris
Espèce
Statut de conservation UICN

 LC  : Préoccupation mineure
Statut CITES
La Chevêche à sourcils blancs (Athene superciliaris) est une espèce d'oiseaux de la famille des Strigidae. Elle est aussi appélée Ninoxe à sourcils blancs.

## Répartition
Cette espèce peuple les zones de basse altitude de Madagascar.

## Taxonomie
En 2018, à la suite de deux études de König et Weick, d'une part, et de Koparde et al., d'autre part, l'Union internationale des ornithologues a rattaché l'espèce au genre Athene, toutefois certaines références, continuent de la rattacher au genre Ninox.